# Kanton Décines-Charpieu
Décines-Charpieu is een kanton van het Franse departement Rhône. 
Op 1 januari 2015 werd de gemeenten Chassieu en Décines-Charpieu onderdeel van de toen opgerichte Métropole de Lyon, waarvan in maart alle kantons opgeheven werden. De gemeenten bleven wel deel uitmaken van het arrondissement Lyon, waarvan de grenzen sinds 1 januari 2015 samenvallen met de Métropole de Lyon. Genas werd de hoofdplaats van een nieuw kanton Genas, dat onder het arrondissement Villefranche-sur-Saône kwam te vallen.

## Gemeenten
Het kanton Décines-Charpieu omvatte de volgende gemeenten:
- Chassieu
- Décines-Charpieu (hoofdplaats)
- Genas